# علم الفيزياء الفلكية الحيوية
علم الفيزياء الفلكية الحيوية هو مجال متداخل من علم الفيزياء الفلكية وعلم الفيزياء الحيوية، ويهتم بتأثير ظواهر الفيزياء الفلكية على الحياة في كوكب الأرض، أو أي كوكب آخر عموماً. وهو يختلف عن علم الفيزياء الحيوية والذي يهتم بالبحث عن الحياة خارج كوكب الأرض. وتشمل المواضيع المتعلقة بهذا الفرع من العلوم تأثير الانفجارات النجمية (السوبرنوفا) على الحياة على كوكب الأرض، وأثر الأشعة الكونية على التشعع عند مستوى سطح البحر.